# Rhodostrophia
Die Gattung Rhodostrophia ist eine artenreiche Gattung der Schmetterlingsfamilie der Spanner (Geometridae). Insgesamt werden über 76 Arten zu dieser Gattung gerechnet. Für Europa werden noch acht Arten angegeben. Im deutschsprachigen Raum kommen nur zwei Arten vor.

## Merkmale
Es handelt sich um eher kleine  Falter mit einer Flügelspannweite von etwas über 20 Millimeter bis annähernd 40 Millimeter. In der Flügeläderung ist gewöhnlich eine doppelte Areole vorhanden. Die Ader, die beide trennt, geht von der Zelle aus. Die Adern R2 bis R4 sind gestielt. Die Ader R5 geht vom Apex der zweiten Areole aus. Auf dem Hinterflügel ist der Stiel von Rs und M1 relativ kurz. Die Adern M3 und CuA1 sind gewöhnlich getrennt. Die Antennen des Männchens sind quadripektinat. Der Saugrüssel ist gut entwickelt, die Palpi sind kurz bis mittellang.
Im männlichen Genitalapparat ist der Uncus gewöhnlich sehr lang und meist diagnostisch für die Art. Der Gnathos ist vorhanden, die Form der Valven ist ebenfalls oft artcharakteristisch. Der Aedeagus ist länglich und verhältnismäßig schlank: er ist leicht gebogen mit charakteristischen Merkmalen an der Spitze. Das Sternum A8 ist am Hinterende zweilappig. In der natürlichen Position sind die beiden Lappen herabgebogen.
Im weiblichen Genitalapparat hat der Ovipositor keine ventralen Fortsätze. Der Ductus bursa ist sklerotinisiert und am hinteren Ende erweitert. Dagegen ist das Corpus bursae nur von einer Membran umgeben. Das Signum besteht aus paarigen, länglichen Skleriten mit Längsrippen.
Die Eier sind meist längs gerippt. Die Raupen sind verhältnismäßig sehr lang und schlank. Die Puppe besitzt einen ausgelängten Kremaster. Er besitzt vier Paaren Borsten, ein Paar ist endständig, drei Paare jeweils randständig.

## Geographische Verbreitung und Habitat
Die Arten der Gattung Rhodostrophia kommen von Europa bis nach Taiwan vor. Die meisten  Arten der Gattung leben in West- und Zentralasien. Wenige Arten kommen auch in den gemäßigten Zonen der Paläarktis vor. Die Arten leben in trockenen und feuchten Habitaten. Sie sind jedoch überwiegend wärmeliebend.

## Phänologie und Lebensweise
Die Arten der Gattung sind uni- bis plurivoltin, je nach Lebensraum. Bei vielen Arten sind die Raupen noch unbekannt und damit auch die Raupennahrungspflanzen. Bei Arten, von denen der Lebenszyklus einigermaßen bekannt ist, sind die Raupen meist polyphag auch verschiedenen krautigen Pflanzen, bei einigen ist ein Schwerpunkt auf Hülsenfrüchtlern (Fabaceae) zu beobachten. Wo bekannt, überwintert die Raupe.

## Systematik
Die Gattung umfasst 72 Arten. Hier werden nur die europäischen Arten gelistet:
- Rhodostrophia badiaria (Freyer, 1841)
- Besenginster-Rotbandspanner (Rhodostrophia calabra (Petagna, 1786))
- Rhodostrophia cretacaria Rebel, 1916
- Rhodostrophia discopunctata (Amsel, 1935)
- Rhodostrophia jacularia (Hübner, 1813)
- Rhodostrophia pudorata (Fabricius, 1794)
- Rhodostrophia tabidaria (Zeller, 1847)
- Rotbandspanner (Rhodostrophia vibicaria (Clerck, 1759))

Die Typusart der Gattung ist Phalaena calabra Petagna, 1786. Rhodostrophia ist die Typusgattung der Tribus Rhodostrophiini Prout, 1935.